# Wake Me Up Before You Go-Go
Wake Me Up Before You Go-Go är en sång av den brittiska popduon Wham!, skriven och producerad av George Michael, som var gruppens ene medlem. Den kom ut som singelskiva den 5 maj 1984 och gick in på den brittiska singellistan. Där hamnade den först på plats fyra, men 10 juni samma år nådde den förstaplatsen och blev duons första etta på denna lista. Den 17 november samma år hamnade den också på förstaplatsen på Billboard Hot 100.
"Wake Me Up Before You Go-Go" kan betraktas som Wham!s största hit samt mesta klassiker vid sidan av deras Last Christmas.
George Michael plockade under sina senare solokarriär in en del Wham!-låtar i sin liverepertoar, dock undvek han "Wake Me Up Before You Go-Go".

## Andra versioner av låten
2004 spelade den japanske sångaren Yuji Oda in en cover på låten, som han kallade "Wake Me Up Go! Go!". I avsnittet Jungle Love i den amerikanska TV-serien Family Guy framför rollfiguren Chris Griffin låten för en indianstam.

## Listplaceringar
| Lista (1984-1985) | Topplacering |
| ----------------- | ------------ |
| Frankrike         | 17           |
| Nederländerna     | 1            |
| Norge             | 1            |
| Nya Zeeland       | 2            |
| Schweiz           | 2            |
| Sverige           | 1            |
| Österrike         | 6            |

### Fotnoter
1. ↑  ”Listplacering”. http://lescharts.com/showitem.asp?interpret=Wham%21&titel=Wake+Me+Up+Before+You+Go-Go&cat=s. Läst 16 maj 2011.
2. ↑  ”Listplacering”. http://dutchcharts.nl/showitem.asp?interpret=Wham%21&titel=Wake+Me+Up+Before+You+Go-Go&cat=s. Läst 16 maj 2011.
3. ↑  ”Listplacering”. http://norwegiancharts.com/showitem.asp?interpret=Wham%21&titel=Wake+Me+Up+Before+You+Go-Go&cat=s. Läst 16 maj 2011.
4. ↑  ”Listplacering”. Arkiverad från originalet den 4 september 2013. https://www.webcitation.org/6JNp14Gzo?url=http://charts.org.nz/showitem.asp?interpret=Wham!. Läst 16 maj 2011.
5. ↑  ”Listplacering”. http://hitparade.ch/showitem.asp?interpret=Wham%21&titel=Wake+Me+Up+Before+You+Go-Go&cat=s. Läst 16 maj 2011.
6. ↑  ”Listplacering”. http://swedishcharts.com/showitem.asp?interpret=Wham%21&titel=Wake+Me+Up+Before+You+Go-Go&cat=s. Läst 16 maj 2011.
7. ↑  ”Listplacering”. http://austriancharts.at/showitem.asp?interpret=Wham%21&titel=Wake+Me+Up+Before+You+Go-Go&cat=s. Läst 16 maj 2011.